# نوده (مشهد)
نوده (مشهد)، روستایی از توابع بخش مرکزی شهرستان مشهد در استان خراسان رضوی است.

## جمعیت
این شهرک در دهستان طوس قرار دارد و بر اساس سرشماری مرکز آمار ایران در سال ۱۳۸۵، جمعیت آن ۲۰٬۷۷۱ نفر (۵٬۲۴۴ خانوار) بوده است.